# فاينزبرغ
فاينزبرغ (بالألمانية: Weinsberg) هي مدينة وبلدة ألمانية تقع في هايلبرون في ألمانيا. يقدر عدد سكانها بـ 11,585 نسمة .

## المدن التوأمة
مدينة Carignan هي مدينة توأمة لفاينزبرغ.

## أعلام
- لوتز مايكل فيجنر
- ثيوبالد كيرنر
- لودفيغ لانج